# Lie, Lie, Lie,
〈Lie,Lie,Lie,〉(라이, 라이, 라이, ライ・ライ・ライ)는 오구로 마키의 서른네 번째 싱글이다. 2017년 9월 27일에 빙에서 발매됐다.

## 개요
- 오구로 마키의 데뷔 25주년 기념 제1탄 싱글로 발매됐다.
- 활동 재개 후&빙 복귀 후 첫 싱글이다.
- 애니메이션 《명탐정 코난》에 2017년 8월 5일부터 오프닝으로 사용되고 있다. 또한, 명탐정 코난의 주제가를 담당하는 것은 이번이 처음이다.
- 오구로 마키의 노래가 애니메이션의 주제가로 사용되는 것은 1997년에 방송된 애니메이션 《요리왕 비룡》의 주제가 〈하늘〉 이래로 약 20년만이다.
- 2016년 발매된 베스트 음반 《Greatest Hits 1991-2016 ~All Singles +~》와 마찬가지로 통상판(명탐정 코난 판)과 BIG판(초도 한정 생산)의 두 종류로 발매됐다.
- BIG판에는 Rockin' MaMa(오구로 마키, 하라다 켄타, 토쿠나가 아키히토)에 의한 라이너 노츠 영상의 시청용 URL · QR 코드가 특전으로 봉입되어 있다.

## 수록곡
| #  | 제목                              | 작사        | 작곡                                        | 편곡 | 재생 시간 |
| -- | --------------------------------- | ----------- | ------------------------------------------- | ---- | --------- |
| 1. | 〈Lie, Lie, Lie,〉                | 오구로 마키 | 오구로 마키                                 |      |           |
| 2. | 〈리벤지〉 (リベンジ)             | 오구로 마키 | 하라다 켄타, 토쿠나가 아키히토, 오구로 마키 |      |           |
| 3. | 〈Mama forever〉                  | 오구로 마키 | 오구로 마키                                 |      |           |
| 4. | 〈Lie, Lie, Lie,〉 (Instrumental) |             | 오구로 마키                                 |      |           |
| 5. | 〈리벤지〉 (Instrumental)         |             | 하라다 켄타, 토쿠나가 아키히토, 오구로 마키 |      |           |
| 6. | 〈Mama forever〉 (Instrumental)   |             | 오구로 마키                                 |      |           |

| #  | 제목                            | 재생 시간 |
| -- | ------------------------------- | --------- |
| 1. | 〈Lie, Lie, Lie,〉              |           |
| 2. | 〈리벤지〉 (リベンジ)           |           |
| 3. | 〈Lie, Lie, Lie,〉 (TV size)    |           |
| 4. | 〈리벤지〉 (Instrumental)       |           |
| 5. | 〈Mama forever〉 (Instrumental) |           |

## 사용되는 곳
- ytv NTV 계열 애니메이션 《명탐정 코난》 여는 곡 (#1)
- 중국 배포 애니메이션 《전직고수》(중국어: 全職高手) 주제가 (#2)

| TV 애니메이션 《명탐정 코난》 여는 곡 2017년 8월 5일 (869화) ~ 12월 23일 (886화) |                                |                                     |
| 이전 곡: 브레이커즈 〈수천의 미궁에서 수천의 수수께끼를 풀어〉                   | 오구로 마키 〈Lie, Lie, Lie,〉 | 다음 곡: 셀크롬 〈Everything OK!!〉 |